# Herbert Johnston

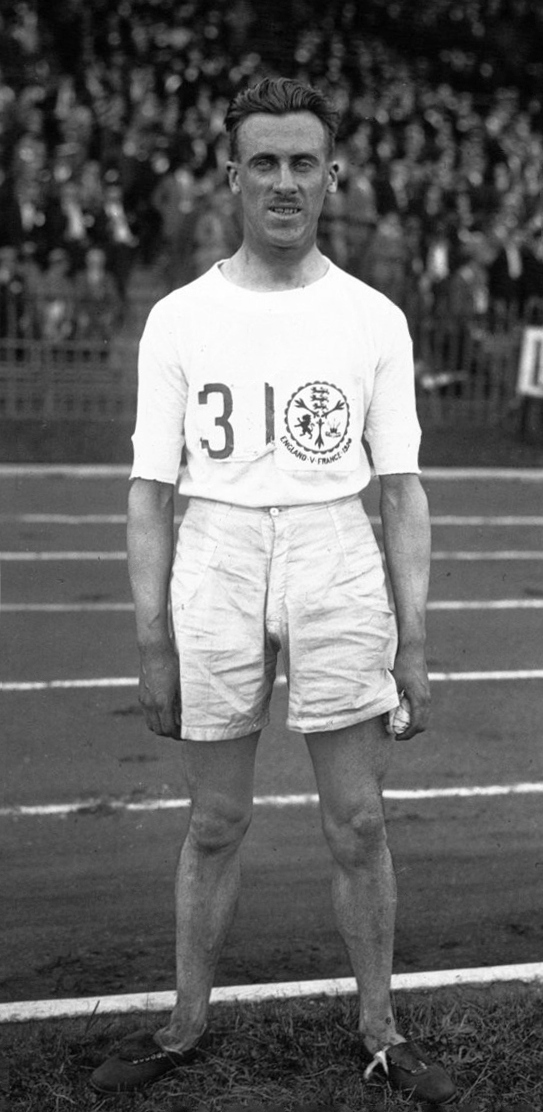
Herbert Johnston, 1926

Herbert Arthur „Bert“ Johnston (* 16. April 1902 in Dulwich, London Borough of Southwark; † 5. April 1967 in Harold Wood, London Borough of Havering) war ein britischer Langstreckenläufer.
Bei den Olympischen Spielen 1924 in Paris wurde er im Mannschaftsrennen über 3000 m Vierter und gewann mit dem britischen Team Silber. 1928 wurde er bei den Olympischen Spielen in Amsterdam Achter über 5000 m.

## Persönliche Bestzeiten
- 1 Meile: 4:21,8 min, 21. Juni 1924, London
- 5000 m: 15:00,4 min, 25. Juli 1926, Colombes